# ジョセフ・ブルース・イズメイ

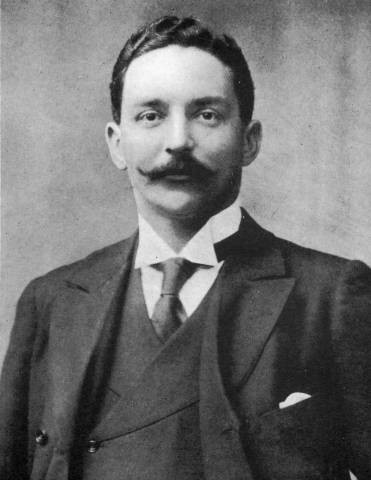
1912年のイズメイ

ジョセフ・ブルース・イズメイ（英: Joseph Bruce Ismay [ɪzˈmeɪ], 1862年12月12日 - 1937年10月17日）は、イギリスの実業家。客船タイタニックを所有していた海運企業ホワイト・スター・ラインの経営者として知られる。タイタニックの処女航海に乗船していたが、同船の沈没事故の際に乗客を差し置いて救命ボートで脱出したため、帰国後に非難を浴びた。

## 経歴

### 前半生
1862年12月12日、トマス・ヘンリー・イズメイとその妻マーガレット（旧姓ブルース）の息子としてランカシャー州（現在のマージーサイド州域）クロスビーに生まれる。父トマスは、1867年にホワイト・スター・ライン社を買収し、19世紀後半に造船王として名を馳せた実業家である。
エルストリー校とハーロー校で学んだ後、フランスのディナール教養学校に一年在籍したが、大学の学位は取得できなかった。1年間のグランドツアーの後、父が経営するホワイト・スター・ライン社に入社し、アメリカ・ニューヨークの事務所で会社代理人として働いた。このニューヨーク滞在中にアメリカ人のジュリア・フローレンス・シーフェリン(Julia Florence Schieffelin)と知り合い、1888年に彼女と結婚した。
1891年に妻子とともにイギリスへ帰国し、ホワイト・スター・ラインの親会社「イズメイ、イムリー・アンド・カンパニー(Ismay, Imrie and Company)」の共同経営者となる。

### ホワイト・スター・ライン社長として

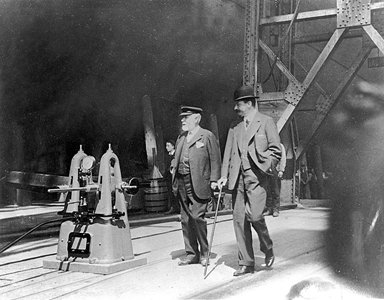
1911年5月31日、タイタニックの進水式の日。造船会社ハーランド・アンド・ウルフ社の社長初代ピリー男爵ウィリアム・ピリー(左)とイズメイ(右)。

1899年に父トマスが死去し、その跡を継いでホワイト・スター・ラインの社長となる。しかしこの前年の1898年にはアメリカのジョン・モルガンがインマン・ライン社を買収。以降北大西洋航路事業への参入を図るモルガン財閥によって海運企業が次々と買収されていた。ホワイト・スター・ラインも対象とされており、父トマスはそれを防ごうと悪戦苦闘している中で亡くなった。
ブルースも当初はモルガンに対抗しようとしたが、ホワイト・スター・ラインの下請けの造船会社ハーランド・アンド・ウルフ社の会長ウィリアム・ピリー(後の初代ピリー子爵)はモルガンとの価格競争になって造船予算が切り詰められることを嫌がり、モルガンの買収の申し出を受けるようブルースの説得にあたった。結局1902年にブルースはその案を呑み、ホワイト・スター・ラインはモルガンの国際海運商事に買収される運びとなった。
一方ホワイト・スター・ラインのライバル企業キュナード・ライン社はモルガンのホワイト・スター・ライン買収を警戒した英国政府から様々な特権を引き出すことに成功し、イギリス企業にとどまることで今やアメリカのモルガン財閥の一部と化したホワイト・スター・ラインに対抗した。
キュナードは王立海軍の支援を受けて1906年に豪華客船ルシタニア号とモーレタニア号を進水させた。これに対抗すべく、イズメイはオリンピック号、タイタニック号、ジャイガンティック号(この船名は後に「ブリタニック」に変更される)の3隻の豪華客船の建造計画を立ち上げた。
1910年初めの会議の席上、ハーランド・アンド・ウルフ取締役アレグザンダー・カーライルが2886人分48艘の救命ボートの設置を提案したが、イズメイは経費が掛かりすぎるとして却下し、イギリス商務庁の規定する16艘で十分とした。(実際に設置された救命ボートの数は20艘)この時のことをカーライルは「我々は2時間を費やして一等船室のカーペットについて議論し、救命ボートについては15分しか話さなかった」と回顧している。
オリンピックとタイタニックの建造はハーランド・アンド・ウルフ取締役トマス・アンドリューズの監督のもとに行われた。アンドリューズももっと多くの救命ボートを備えることを進言したが、イズメイは却下した。
1911年5月31日に行われたタイタニックの進水式にはイズメイやモルガンも出席した。1912年4月10日をタイタニックの処女航海日と定め、その船長にはホワイト・スター・ラインの古参船長エドワード・スミスを据えた。スミスは1912年2月にオリンピック号の船長を務めていた時、王立海軍の巡洋艦と衝突事故を発生させているが、イズメイはオリンピック号の責任とする海軍の主張を言いがかりと跳ね除けてスミスをタイタニックの船長に任命した。

### タイタニック号乗船
イズメイは1912年4月10日出航のタイタニックの処女航海に乗船した。乗船の際、大西洋横断中に特定の場所でためしてほしい速度のリストをスミス船長に手渡している。タイタニック乗船中はBデッキの一等船室B52/54/56に滞在した。
4月14日の午後早く、スミス船長と一等社交室で会談し「今日は昨日よりも良かったし、明日はさらに良くなるだろう。この分ならオリンピック号の記録を更新して火曜日(4月16日)の夜にはニューヨークに到着できる事は間違いなしだ。」と述べている。予定日より早い火曜日夜に到着すれば水曜日の朝刊に間に合い、話題になるだろうという思惑だった。
4月14日午後11時40分、タイタニックが氷山に衝突した時、イズメイは自室で寝ていたが、振動で目を覚ました。これまでの経験から船が何かにぶつかったと直感し、パジャマの上にコートを羽織り、スリッパのままという姿で大慌てでブリッジへ飛び込んだ。スミス船長から氷山にぶつかった旨の報告を受けると「船の被害はひどいのか」と尋ねたが、船長は「残念ながらそのようです」と答えている。
4月15日に入った深夜、右舷デッキに出ると乗客をボートに乗せる一等航海士マードックらの手伝いをした。しかしイズメイはその場からも浮いており、5号ボートを降ろす際には「もっと降ろせ、もっと降ろせ」と急かしていたが、五等航海士ハロルド・ロウに迷惑がられ、「もっと早く降ろせというのか。そんなことしたら、みんな溺れちまうんだぞ」と怒鳴りつけられて、すごすごと退散する場面があった。またロウによれば、午前1時頃に遭難信号弾が打ち上げられた際にイズメイははるか上空を見つめ、信じられないという表情で口をあんぐりと空けていたという。
午前1時40分頃、右舷最後のC号ボートが降ろされた時、まだ大勢の乗客が残っていることを知りながら、そのボートの空席に飛び乗っている。
午前6時30分頃、イズメイの乗るC号ボートがカルパチア号に救出された。イズメイは医師から熱いスープを飲むことを勧められるも断って一人にさせてくれと個室を要求し、その医師の部屋に案内された。彼はニューヨークに到着するまでその部屋に閉じこもっていた。

### 事件後

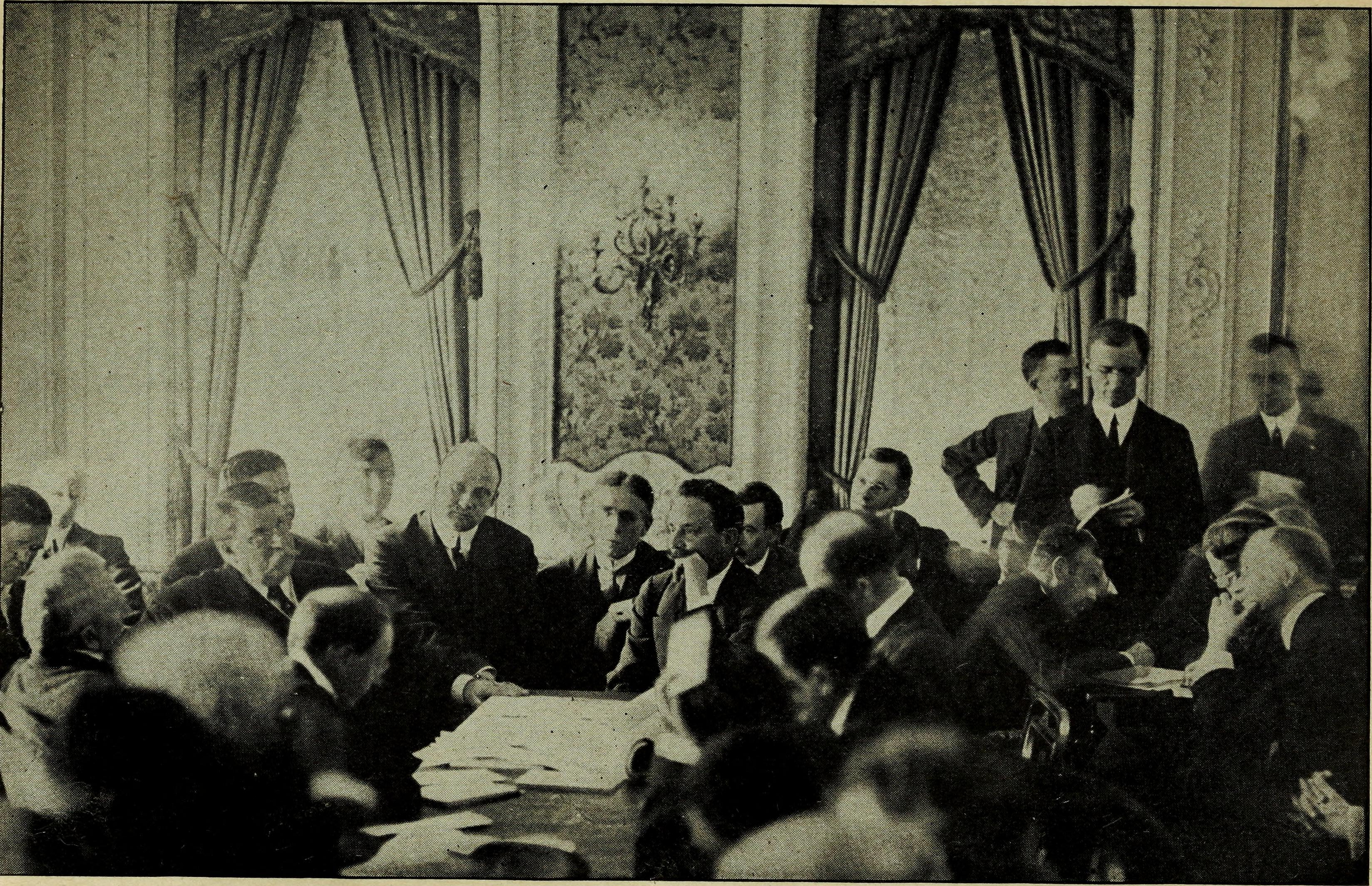
アメリカ上院の査問委員会に出席した際のイズメイ

4月18日20時30分頃にカルパチア号がニューヨークに到着した。アメリカ上院通商委員会では事件の報を受けて特別小委員会が設けられており、その委員長に就任していた上院議員ウィリアム・オールデン・スミスが直接イズメイのところへやってきて、できる限り早く小委員会で証言するよう要請した。イズメイは承諾し、翌朝午前10時30分にもウォルドルフ＝アストリアホテルで行われた査問委員会に出席した。イズメイは小委員会に全面的に協力すると宣言していたが、彼は最初から敵対的参考人、スケープゴート的な扱いであった。またうすら笑いを浮かべたり、取りすました態度から周囲の反感を買いやすかった。
イズメイは船の運航は全てスミス船長の責任であり、自分はただの乗客であったと主張したことで、その態度は「無責任な卑怯者」との批判を高めた。歴史家ブルックス・アダムズは査問委員会のメンバーの一人フランシス・ニューランズ上院議員に宛てて「救命ボートが足りなかったのはイズメイの責任です。無謀な船長を選んだのも、乗組員の訓練不足も、恐らく船長に無謀な航海を指示したのも全てイズメイの責任です。それなのに彼は1500人の男女を見殺しにして自分だけは助かった。私は近代の歴史において、これほど臆病と残忍さを持ち合わせた人物を知りません。彼ができた唯一のことは船とともに死ぬことで誠実と誠意を示すことだったのに」という手紙を書いているが、これは当時のイズメイに対する厳しい世論を象徴している。
しかし航海中の船舶の最高権力者はあくまで船長であり、イズメイがスミス船長の権限を侵害したという確たる証拠がない以上、査問委員会もイズメイに責任ありと結論することはできなかった。委員長スミスは5月18日に上院に提出した報告書の中で「イズメイ氏とアンドリューズ氏の存在が通常よりも船のスピードが増す原因になったと思われる。両氏のどちらかが命じたという証拠はないが、船のオーナーと建造者が乗船していたという事実は船長に無言の圧力をかけたであろう。」としている。
事故から1年後、ホワイト・スター・ライン会長辞任を余儀なくされ、さらに親会社の国際海運商事内でもイズメイへの批判が高まり、国際海運商事の取締役も辞することになった。

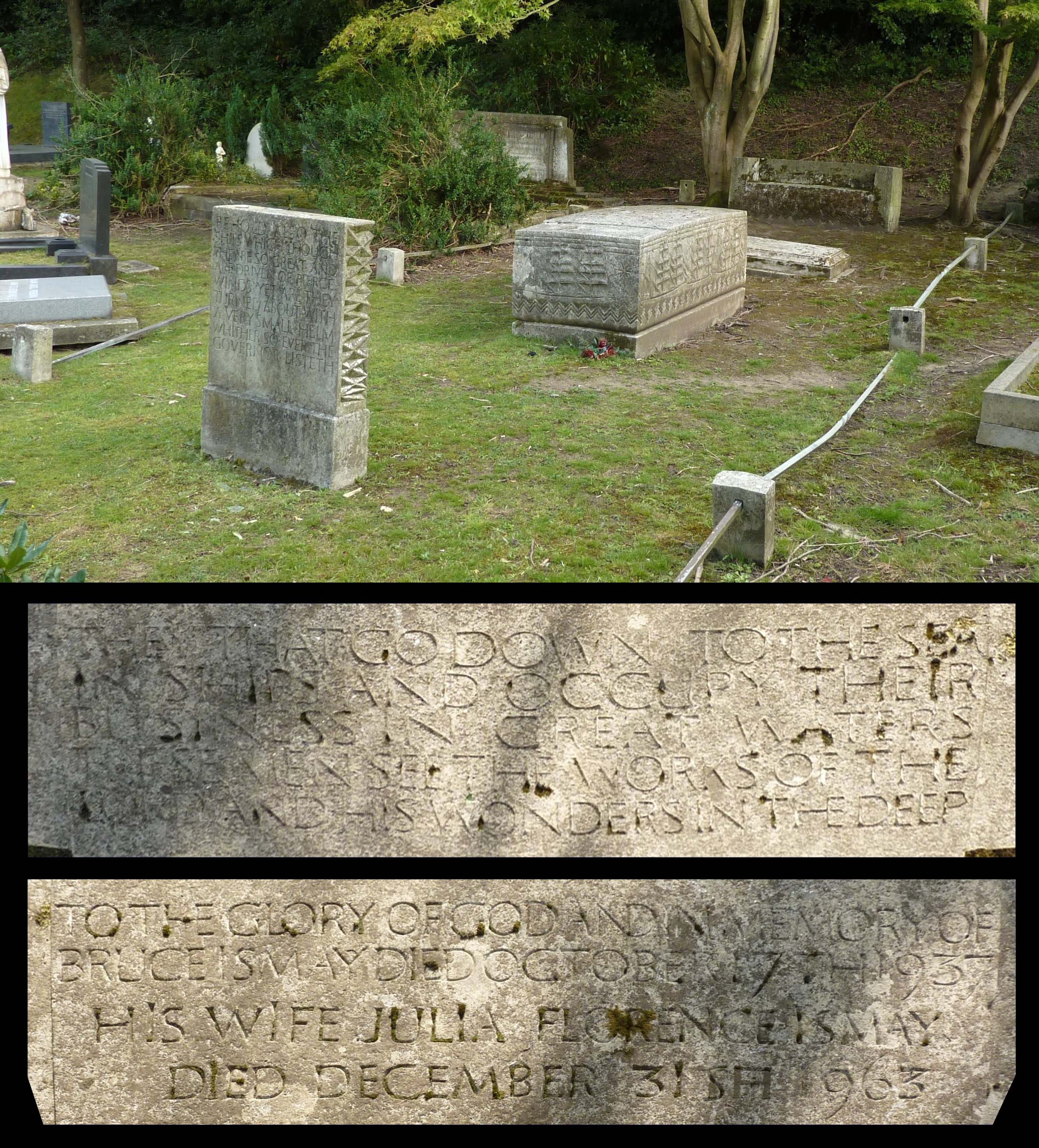
イズメイと妻ジュリアの墓
2014年撮影

以降は西アイルランドのゴールウェイ県に購入した邸宅で隠遁生活を送るようになった。イズメイ夫人は「タイタニックは私たちの人生を破滅させました」とよく語っていた。1937年10月17日にロンドン・バークリー広場・ヒル通り15番地で死去した。糖尿病による合併症だった。二人はロンドンのパットニーベール墓地に埋葬されている。

## 人物
身長190センチの長身だった。
イズメイは傲岸不遜な人物であったが、情け深い一面もあり、船上で知り合った一等客アーサー・ライアーソンとエミリー・ライアーソンの夫妻が息子がアメリカで死んだためにタイタニックに乗船していたことを知ると夫妻に同情し、夫妻のためにもう一つ船室を用意させ、専任の客室係を付けさせた。

## 家族
1888年12月4日にアメリカ人のジュリア・フローレンス・シーフェリン(Julia Florence Schieffelin, 1866-1963)とニューヨークで結婚。彼女との間に以下の4子を儲ける。
- 第1子(長女)マーガレット・ブルース・イズメイ (Margaret Bruce Ismay,1889-1967) - 陸軍軍人ジョージ・チープ准将と結婚
- 第2子(長男)ヘンリー・ブルース・イズメイ (Henry Bruce Ismay, 1891)
- 第3子(次男)トマス・ブルース・イズメイ (Thomas Bruce Ismay, 1894-1954)
- 第4子(次女)イヴリン・コンスタンス・イズメイ (Evelyn Constance Ismay, 1897-1940) - 実業家アヨットの初代サンダーソン男爵バジル・サンダーソン（英語版）と結婚

## イズメイを演じた人物
- エルンスト・フリッツ・フュアブリンガー（ドイツ語版） (1943年ドイツ映画『タイタニック』)
- ローウェル・ギルモア（英語版） (1955年アメリカTVドラマ『あなたは目撃者』)
- フランク・ロートン（英語版） (1958年イギリス映画『SOSタイタニック 忘れえぬ夜』)
- イアン・ホルム (1979年イギリス・アメリカTV映画『失われた航海（英語版）』)
- サム・チュー・ジュニア（英語版） (1982年アメリカドラマ『ボイジャーズ!（英語版）』)
- ロジャー・リース (1996年アメリカ・カナダTVミニシリーズ『ザ・タイタニック』)
- ジョナサン・ハイド (1997年アメリカ映画『タイタニック』)
- デイヴィッド・ギャリソン（英語版） (1997年ブロードウェイミュージカル『タイタニック』)
- エリック・ブレーデン (1999年TVドキュメンタリー『The Titanic Chronicles』)
- ケン・マーシャル（英語版） (2003年ドキュメンタリー映画『ジェームズ・キャメロンのタイタニックの秘密』)
- クリストファー・ライト (2005年TVドキュメンタリー『Titanic: Birth of a Legend』)
- マーク・タンディ（英語版） (2008年TVドキュメンタリー『The Unsinkable Titanic』)
- クリストファー・ヴィリアーズ（英語版） (2011年TV番組『The Curiosity: What Sank Titanic?』)
- ジェームズ・ウィルビー (2012年テレビシリーズ・エピソード4『タイタニック 愛と偽りの航海（英語版）』)
- グレイ・オブライエン（英語版） (2012年TV番組『Titanic: Blood and Steel』)